# Persone di nome John/Calciatori
| Questa pagina contiene informazioni ricavate automaticamente dalle voci biografiche con l'ausilio del template Bio e di un bot. L'aggiornamento è periodico e automatico e ricostruisce completamente la pagina. Se manca una persona in questa lista, sei pregato di non aggiungerla, ma accertati piuttosto che la sua voce biografica contenga il template Bio e che i dati anagrafici siano correttamente compilati. Se il template Bio manca, inseriscilo tu stesso o, in alternativa, metti l'avviso {{tmp\|Bio}} che ne segnala la mancanza. Se i dati riportati sono sbagliati, correggi direttamente la voce biografica; le modifiche saranno visibili in questa lista entro pochi giorni. Per chiarimenti vedi il progetto antroponimi. La lista contiene solo le 359 persone che sono citate nell'enciclopedia e per le quali è stato implementato correttamente il template Bio. Pagina aggiornata al 6 ago 2025. |

Questa è una lista di persone presenti nell'enciclopedia che hanno il nome John e sono calciatori.

## A(18)
- Jock Aird, calciatore scozzese (Glencraig, n. 1926 - Nuovo Galles del Sud, † 2021)
- Jack Allen, calciatore inglese (Newcastle upon Tyne, n. 1903 - † 1957)
- Jack Alderson, calciatore inglese (Crook, n. 1891 - † 1972)
- Jack Allan, calciatore inglese (South Shields, n. 1883)
- John Alvbåge, ex calciatore svedese (Göteborg, n. 1982)
- John Amdisen, calciatore danese (n. 1934 - † 1997)
- John Andersen, ex calciatore danese (Frederiksberg, n. 1953)
- John Christopher Patrick Anderson, ex calciatore irlandese (Dublino, n. 1959)
- John Anderson, calciatore scozzese (Barrhead, n. 1929 - Leicester, † 2001)
- John Angus, calciatore inglese (Amble by the Sea, n. 1938 - † 2021)
- John Kristian Angvik, ex calciatore norvegese (Trondheim, n. 1961)
- John Antwi, calciatore ghanese (Sekondi-Takoradi, n. 1992)
- Jesper Arvidsson, ex calciatore svedese (Götene, n. 1985)
- John Arwuah, ex calciatore ghanese (Accra, n. 1985)
- John Aston, calciatore inglese (Prestwich, n. 1921 - Manchester, † 2003)
- John Aston, ex calciatore inglese (Manchester, n. 1947)
- John Avire, calciatore keniota (n. 1997)
- Johnny Ayris, ex calciatore inglese (Wapping, n. 1953)

## B(43)
- John Bailey, ex calciatore inglese (Liverpool, n. 1957)
- John Bain, calciatore inglese (Bothwell, n. 1854 - † 1929)
- John Baird, calciatore scozzese (Rutherglen, n. 1985)
- Iain McCulloch, ex calciatore scozzese (Londra, n. 1954)
- John Ball, calciatore inglese (Stockport, n. 1900 - † 1989)
- Jack Balmer, calciatore inglese (Liverpool, n. 1916 - Liverpool, † 1984)
- Dave Bamber, ex calciatore inglese (Prescot, n. 1959)
- John Banda, calciatore malawiano (Nkhata Bay, n. 1993)
- John Baraza, ex calciatore keniota (Naivasha, n. 1974)
- Jack Barker, calciatore e allenatore di calcio inglese (Denaby, n. 1906 - † 1982)
- John Charles Barnes, ex calciatore e allenatore di calcio inglese (Kingston, n. 1963)
- John Barnwell, ex calciatore e allenatore di calcio inglese (Newcastle upon Tyne, n. 1938)
- John Barrow, calciatore e allenatore di calcio inglese (Durham, n. 1871 - † 1924)
- John Kennedy, calciatore brasiliano (Itaúna, n. 2002)
- John Beck, ex calciatore inglese (Edmonton, n. 1954)
- Jack Bell, calciatore, allenatore di calcio e sindacalista britannico (Dumbarton, n. 1869 - Wallasey, † 1956)
- John Benson, calciatore, allenatore di calcio e dirigente sportivo scozzese (Arbroath, n. 1942 - Macclesfield, † 2010)
- John Beresford, ex calciatore inglese (Sheffield, n. 1966)
- Gustaf Bergström, calciatore svedese (Göteborg, n. 1884 - Göteborg, † 1938)
- John Best, calciatore, allenatore di calcio e dirigente sportivo inglese (Liverpool, n. 1940 - Irlanda, † 2014)
- John Björkengren, calciatore svedese (Falkenberg, n. 1998)
- John Anders Bjørkøy, ex calciatore norvegese (n. 1979)
- John Blackley, ex calciatore e allenatore di calcio scozzese (Westquarter, n. 1948)
- John Blair, calciatore nordirlandese (Ballymoney, n. 1888 - † 1934)
- Jackie Blanchflower, calciatore nordirlandese (Belfast, n. 1933 - Manchester, † 1998)
- John Bocco, calciatore tanzaniano (Dar es Salaam, n. 1989)
- John Bøhleng, calciatore norvegese (n. 1910 - † 1987)
- John Bond, calciatore e allenatore di calcio britannico (Dedham, n. 1932 - Manchester, † 2012)
- John Bone, calciatore inglese (Hartlepool, n. 1930 - Hartlepool, † 2002)
- John Bonello, ex calciatore maltese (Msida, n. 1958)
- John Bonett, ex calciatore maltese (n. 1942)
- John Bosman, ex calciatore e allenatore di calcio olandese (Bovenkerk, n. 1965)
- John Bostock, calciatore inglese (Camberwell, n. 1992)
- Jack Bowers, calciatore inglese (Scunthorpe, n. 1908 - Lichfield, † 1970)
- Allan Boyd, calciatore scozzese (Dumbarton, n. 1926 - † 2019)
- John Boye, ex calciatore ghanese (Accra, n. 1987)
- John Brayford, ex calciatore inglese (Stoke-on-Trent, n. 1987)
- John Brearley, calciatore e allenatore di calcio inglese (Liverpool, n. 1875 - Southend-on-Sea, † 1944)
- John Brodie, calciatore inglese (Wightwick, n. 1862 - Wolverhampton, † 1925)
- John Anthony Brooks, calciatore statunitense (Berlino, n. 1993)
- Jeb Brovsky, ex calciatore statunitense (Lakewood, n. 1988)
- John Buckley, calciatore inglese (Manchester, n. 1999)
- John Frederick Byrne, ex calciatore irlandese (Manchester, n. 1961)

## C(26)
- John Cameron, calciatore e allenatore di calcio scozzese (Ayr, n. 1872 - Glasgow, † 1935)
- John Camilleri, ex calciatore maltese (n. 1954)
- John James Campbell, calciatore scozzese (Glasgow, n. 1871 - Glasgow, † 1947)
- John M. Campbell, calciatore scozzese (Renton, n. 1869 - Sunderland, † 1906)
- John Carenza, calciatore statunitense (Saint Louis, n. 1950 - † 2023)
- John Carew, ex calciatore e attore norvegese (Lørenskog, n. 1979)
- Johnny Carey, calciatore e allenatore di calcio irlandese (Dublino, n. 1919 - Macclesfield, † 1995)
- John Jairo Castillo, ex calciatore colombiano (Cali, n. 1984)
- John Catliff, ex calciatore canadese (Vancouver, n. 1965)
- John Chapman, calciatore e allenatore di calcio scozzese (New Monkland, n. 1882 - Manchester, † 1948)
- John Chibuike, ex calciatore nigeriano (Enugu, n. 1988)
- John Chiedozie, ex calciatore nigeriano (Owerri, n. 1960)
- John Clark, calciatore e allenatore di calcio scozzese (Chapelhall, n. 1941 - † 2025)
- John Charles Clegg, calciatore inglese (Sheffield, n. 1850 - Sheffield, † 1937)
- John Cocking, ex calciatore inglese (Sunderland, n. 1944)
- Tim Coleman, calciatore inglese (Kettering, n. 1881 - † 1940)
- John Connelly, calciatore inglese (St. Helens, n. 1938 - Barrowford, † 2012)
- John Connor, ex calciatore scozzese (Glasgow, n. 1953)
- Jack Connor, calciatore inglese (Maryport, n. 1934 - Formby, † 2010)
- John Cooke, ex calciatore inglese (Salford, n. 1962)
- John Coyle, calciatore scozzese (n. 1932 - † 2016)
- John Coyne, ex calciatore inglese (Liverpool, n. 1951)
- John Craven, calciatore inglese (Lytham St Annes, n. 1947 - Orange County, † 1996)
- John Culma, ex calciatore colombiano (Cali, n. 1981)
- John Curtis, ex calciatore inglese (Nuneaton, n. 1978)
- John Córdoba, ex calciatore colombiano (Atrato, n. 1987)

## D(18)
- John Danielsen, ex calciatore danese (n. 1939)
- John Darmanin, ex calciatore maltese (n. 1938)
- Teddy Davison, calciatore e allenatore di calcio inglese (Gateshead, n. 1887 - Sheffield, † 1971)
- John DeBrito, calciatore statunitense (Ribeira Brava, n. 1968 - † 2020)
- John Deans, ex calciatore scozzese (Linwood, n. 1946)
- John Dempsey, calciatore irlandese (Hampstead, n. 1946 - Londra, † 2024)
- Tyler Deric, calciatore statunitense (Spring, n. 1988)
- John Devey, calciatore, crickettista e dirigente sportivo inglese (Birmingham, n. 1866 - Birmingham, † 1940)
- John Devine, ex calciatore e preparatore atletico irlandese (Dublino, n. 1958)
- John Devine, calciatore scozzese (Auchinloch, n. 1935 - † 2020)
- John Diffley, ex calciatore statunitense (New York, n. 1967)
- Mac Dodds, calciatore scozzese (Cathcart, n. 1907 - Newton Mearns, † 1982)
- Ned Doig, calciatore scozzese (Arbroath, n. 1866 - Liverpool, † 1919)
- John Dora, calciatore scozzese (Arbroath, n. 1905 - Arbroath, † 1971)
- John Doyle, ex calciatore statunitense (San José, n. 1966)
- Johnny Doyle, calciatore scozzese (Uddingston, n. 1951 - Kilmarnock, † 1981)
- John Dubouchet, calciatore svizzero (n. 1897 - Ginevra, † 1934)
- John Duncan, calciatore e allenatore di calcio britannico (Dundee, n. 1949 - † 2022)

## E(5)
- John Egan, calciatore irlandese (Cork, n. 1992)
- John Elsworthy, calciatore gallese (Nant-y-derry, n. 1931 - Ipswich, † 2009)
- John Eriksen, calciatore danese (Svendborg, n. 1957 - Copenaghen, † 2002)
- John Eriksson, calciatore e allenatore di calcio svedese (Stoccolma, n. 1929 - Stoccolma, † 2020)
- John Evanson, ex calciatore inglese (Newcastle-under-Lyme, n. 1947)

## F(13)
- John Fallon, calciatore scozzese (Blantyre, n. 1940 - † 2025)
- John Fantham, calciatore inglese (Sheffield, n. 1939 - Sheffield, † 2014)
- John Farmer, ex calciatore inglese (Biddulph, n. 1947)
- John Fashanu, ex calciatore inglese (Londra, n. 1963)
- Jake Findlay, calciatore scozzese (Blairgowrie and Rattray, n. 1954 - † 2025)
- John Patrick, calciatore spagnolo (Madrid, n. 2003)
- John Fitzgerald, ex calciatore e ex giocatore di calcio a 5 canadese (Toronto, n. 1968)
- John Fleck, calciatore scozzese (Glasgow, n. 1991)
- John Joe Flood, calciatore irlandese (n. 1899 - † 1982)
- John Fox Watson, calciatore scozzese (Hamilton, n. 1917 - Southend-on-Sea, † 1976)
- John Fraser, calciatore canadese (Hamilton, n. 1881 - † 1959)
- Erik Friberg, ex calciatore svedese (Lindome, n. 1986)
- John Fullam, calciatore irlandese (Dublino, n. 1940 - † 2015)

## G(12)
- John Galliquio, ex calciatore peruviano (Pisco, n. 1979)
- John Gannon, ex calciatore inglese (Wimbledon, n. 1966)
- Jackie Gardiner, calciatore scozzese (Bridgeton, n. 1911 - Glasgow, † 1965)
- John Gibson, ex calciatore australiano (Australia, n. 1970)
- John Gidman, ex calciatore inglese (Liverpool, n. 1954)
- John Goodall, calciatore e allenatore di calcio inglese (Westminster, n. 1863 - Watford, † 1942)
- John Goossens, ex calciatore olandese (Amsterdam, n. 1988)
- John Gourlay, calciatore canadese (Blenheim, n. 1872 - North Vancouver, † 1949)
- Jackie Graham, ex calciatore e allenatore di calcio scozzese (Glasgow, n. 1946)
- John Grant, calciatore inglese (Londra, n. 1891)
- Jack Greenwell, calciatore e allenatore di calcio inglese (Crook, n. 1884 - Bogotà, † 1942)
- John Guidetti, calciatore svedese (Stoccolma, n. 1992)

## H(23)
- John Bodden, calciatore honduregno (La Ceiba, n. 1981)
- Johnny Hannigan, calciatore scozzese (Barrhead, n. 1933 - Weymouth, † 2020)
- John Hansen, calciatore e allenatore di calcio danese (Copenaghen, n. 1924 - Copenaghen, † 1990)
- John Hansen, ex calciatore faroese (n. 1974)
- Bob Hardisty, calciatore inglese (Chester-le-Street, n. 1921 - Durham, † 1986)
- Terry Harkin, ex calciatore nordirlandese (Londonderry, n. 1941)
- Jack Harkness, calciatore scozzese (Glasgow, n. 1907 - † 1985)
- John Harley, calciatore scozzese (Glasgow, n. 1886 - Montevideo, † 1960)
- John Hartson, ex calciatore gallese (Swansea, n. 1975)
- John Hawley, ex calciatore inglese (Patrington, n. 1954)
- John Hawtrey, calciatore inglese (Eton, n. 1850 - † 1925)
- Johnny Haynes, calciatore inglese (Londra, n. 1934 - Edimburgo, † 2005)
- John Helt, ex calciatore danese (Virum, n. 1959)
- Jackie Henderson, calciatore scozzese (Glasgow, n. 1932 - Poole, † 2005)
- John Hendrie, ex calciatore e allenatore di calcio scozzese (Lennoxtown, n. 1963)
- John Hewie, calciatore scozzese (Pretoria, n. 1927 - Lincolnshire, † 2015)
- John Hewitt, ex calciatore scozzese (Aberdeen, n. 1963)
- John Holland, ex calciatore maltese (n. 1953)
- John Hollins, calciatore e allenatore di calcio inglese (Guildford, n. 1946 - Londra, † 2023)
- John Hollowbread, calciatore inglese (Ponders End, n. 1934 - Torrevieja, † 2007)
- John Holsgrove, ex calciatore inglese (Southwark, n. 1945)
- John Hughes, calciatore e allenatore di calcio scozzese (Coatbridge, n. 1943 - † 2022)
- John Andreas Husøy, calciatore norvegese (n. 1983)

## I(2)
- John Inglis, ex calciatore scozzese (Edimburgo, n. 1966)
- John Iredale, calciatore australiano (Sydney, n. 1999)

## J(8)
- John Frederiksen, calciatore faroese (Nexø, n. 1996)
- John January, calciatore statunitense (St. Louis, n. 1882 - St. Louis, † 1917)
- John Jeffers, calciatore inglese (Liverpool, n. 1968 - † 2021)
- John Marsh, calciatore e crickettista inglese (Thurlstone, n. 1842 - Thurlstone, † 1880)
- John Johnsen, calciatore norvegese (Bergen, n. 1895 - Bergen, † 1969)
- John Johnson, ex calciatore inglese (Middlesbrough, n. 1988)
- John de Jong, ex calciatore olandese (L'Aia, n. 1977)
- Dennis Jonsson, ex calciatore svedese (Göteborg, n. 1983)

## K(10)
- John Kamara, calciatore sierraleonese (Freetown, n. 1988)
- John Kennedy, ex calciatore nordirlandese (Newtownards, n. 1939)
- John Keogh, ex calciatore irlandese (Dublino, n. 1940)
- John Kilford, calciatore inglese (Derby, n. 1938 - † 2012)
- John King, calciatore e allenatore di calcio inglese (Marylebone, n. 1938 - † 2016)
- John Paul Kissock, ex calciatore inglese (Liverpool, n. 1989)
- John Kramer, calciatore danese (Ringsted, n. 1934 - † 1994)
- John Krause, ex calciatore statunitense (Framingham, n. 1983)
- John Krogh, calciatore norvegese (Trondheim, n. 1938 - † 2019)
- John Kurila, calciatore scozzese (Glasgow, n. 1941 - † 2018)

## L(11)
- John Lennon Silva Santos, calciatore brasiliano (Goiânia, n. 1991)
- John Lathan, calciatore inglese (Sunderland, n. 1952)
- John Lauridsen, ex calciatore danese (Ribe, n. 1959)
- John Quertier Le Pelley, calciatore e dirigente d'azienda britannico (Saint Peter Port, n. 1868 - Saint Peter Port, † 1948)
- Jack Lee, calciatore inglese (Sileby, n. 1920 - Rugby, † 1994)
- John Lowey, calciatore inglese (Manchester, n. 1958 - † 2019)
- John Lozano, ex calciatore colombiano (Cali, n. 1972)
- John Jairo Lozano, ex calciatore colombiano (Guacarí, n. 1984)
- John Lundstram, calciatore inglese (Liverpool, n. 1994)
- John Lungu, ex calciatore zambiano (n. 1966)
- John Lyall, calciatore e allenatore di calcio inglese (Ilford, n. 1940 - Tattingstone, † 2006)

## M(45)
- Johnny MacLeod, ex calciatore scozzese (Edimburgo, n. 1938)
- John Machethe Muiruri, ex calciatore keniota (n. 1979)
- John Victor Maciel Furtado, calciatore brasiliano (Diadema, n. 1996)
- John Mackenzie, calciatore scozzese (Glasgow, n. 1925 - Tiree, † 2017)
- John Mackin, calciatore scozzese (Bellshill, n. 1943 - † 2022)
- John Madden, calciatore e allenatore di calcio scozzese (Dumbarton, n. 1865 - Praga, † 1948)
- John Madsen, calciatore danese (Esbjerg, n. 1937 - Sædding, † 2021)
- Jackie Marsh, ex calciatore inglese (Stoke-on-Trent, n. 1948)
- Alan Martin, calciatore inglese (Smallthorne, n. 1923 - † 2005)
- John Martis, ex calciatore scozzese (Motherwell, n. 1940)
- John Mary, calciatore camerunese (Nnobi, n. 1993)
- John Mason, ex calciatore scozzese (Glasgow, n. 1953)
- John Matkin, calciatore statunitense (San Diego, n. 1986)
- John McAlle, ex calciatore inglese (Liverpool, n. 1950)
- Jack McBean, ex calciatore statunitense (Newport Beach, n. 1994)
- John McCarthy, calciatore statunitense (Filadelfia, n. 1992)
- John McClelland, ex calciatore nordirlandese (Belfast, n. 1955)
- John McGarty, ex calciatore scozzese (n. 1947)
- John McGeady, ex calciatore scozzese (Glasgow, n. 1958)
- John McGinn, calciatore scozzese (Glasgow, n. 1994)
- Jack McInerney, ex calciatore statunitense (Chattanooga, n. 1992)
- John McLaughlin, ex calciatore inglese (Liverpool, n. 1952)
- John McMaster, ex calciatore scozzese (Greenock, n. 1955)
- Ian McMillan, calciatore scozzese (Airdrie, n. 1931 - Airdrie, † 2024)
- John Medina, ex calciatore venezuelano (Zulia, n. 1968)
- John Stefan Medina, calciatore colombiano (Envigado, n. 1992)
- Stiven Mendoza, calciatore colombiano (Palmira, n. 1992)
- John Mensah, ex calciatore ghanese (Obuasi, n. 1982)
- John Mercado, calciatore ecuadoriano (Guayaquil, n. 2002)
- John Micallef, ex calciatore maltese (n. 1962)
- Jackie Milburn, calciatore e allenatore di calcio inglese (Ashington, n. 1924 - Ashington, † 1988)
- John Milner, ex calciatore inglese (Huddersfield, n. 1942)
- John Mintoff, ex calciatore maltese (n. 1988)
- John Mitten, ex calciatore inglese (Manchester, n. 1941)
- John Moeti, calciatore sudafricano (Soweto, n. 1967 - † 2023)
- John Moore, ex calciatore inglese (Liverpool, n. 1945)
- Johnny Morrissey, ex calciatore inglese (Liverpool, n. 1940)
- John Mortimore, calciatore e allenatore di calcio inglese (Farnborough, n. 1934 - † 2021)
- John Moshoeu, calciatore sudafricano (Soweto, n. 1965 - Soweto, † 2015)
- John Mosquera, calciatore colombiano (Cali, n. 1990)
- John Jairo Mosquera, ex calciatore colombiano (Apartadó, n. 1988)
- John Mountney, calciatore irlandese (Mayo Abbey, n. 1993)
- Jackie Mudie, calciatore e allenatore di calcio scozzese (Dundee, n. 1930 - Stoke-on-Trent, † 1992)
- John Muldoon, ex calciatore inglese (Bebington, n. 1964)
- John Mulroy, calciatore irlandese (Dublino, n. 1989)

## N(9)
- John Bortey Naawu, ex calciatore ghanese (Koforidua, n. 1939)
- John Narváez, calciatore ecuadoriano (Esmeraldas, n. 1991)
- John Nelson, calciatore statunitense (Medina, n. 1998)
- John Nicholas, calciatore britannico (Allahabad, n. 1879 - † 1929)
- John Nieuwenburg, ex calciatore olandese (L'Aia, n. 1978)
- John Nketia Yawson, ex calciatore ghanese
- John Noble, calciatore nigeriano (n. 1993)
- John Olav Norheim, calciatore norvegese (Kristiansand, n. 1995)
- John Nwankwo, calciatore spagnolo (Murcia, n. 2000)

## O(17)
- John O'Brien, ex calciatore statunitense (Los Angeles, n. 1977)
- John O'Connell, calciatore statunitense († 1987)
- John O'Flynn, calciatore irlandese (Cobh, n. 1982)
- John O'Hare, ex calciatore scozzese (Renton, n. 1946)
- John O'Kane, ex calciatore inglese (Nottingham, n. 1974)
- John O'Neill, ex calciatore nordirlandese (Derry, n. 1958)
- John O'Rourke, calciatore inglese (Northampton, n. 1945 - Dorset, † 2016)
- John-Joe O'Toole, calciatore irlandese (Londra, n. 1988)
- John Ogilvie, calciatore scozzese (Motherwell, n. 1928 - Leicester, † 2020)
- John Ene Okon, calciatore nigeriano (n. 1969 - Calabar, † 2016)
- John Olsen, calciatore norvegese (n. 1928 - † 2001)
- John Orlando, ex calciatore nigeriano (n. 1960)
- John Oster, ex calciatore inglese (Boston, n. 1978)
- Otto John, calciatore nigeriano (Akwa Ibom, n. 1998)
- John Robert Blayney Owen, calciatore inglese (Reading, n. 1848 - † 1921)
- John Owoeri, calciatore nigeriano (Abuja, n. 1987)
- John Oyemba, calciatore keniota (n. 1993)

## P(16)
- John Paintsil, ex calciatore e allenatore di calcio ghanese (Berekum, n. 1981)
- John Parke, calciatore nordirlandese (Bangor, n. 1937 - Belfast, † 2011)
- Jack Parkinson, calciatore inglese (Bootle, n. 1883 - † 1942)
- John Paskin, ex calciatore sudafricano (Città del Capo, n. 1962)
- John Pérez, ex calciatore colombiano (Medellín, n. 1970)
- Charles Petro, calciatore malawiano (Blantyre, n. 2001)
- John Piercy, ex calciatore inglese (Forest Gate, n. 1979)
- John Pisani, ex calciatore statunitense (Saint Louis, n. 1947)
- John Poppitt, calciatore inglese (West Sleekburn, n. 1923 - Derby, † 2014)
- Ian Porterfield, calciatore e allenatore di calcio britannico (Dunfermline, n. 1946 - Farnham, † 2007)
- John Potts, calciatore inglese (Ashington, n. 1899 - Northumberland, † 1986)
- Jack Powell, calciatore gallese (Ffrwd, n. 1860 - Wrexham, † 1947)
- John Pratt, ex calciatore inglese (Londra, n. 1948)
- John Prentis, ex calciatore inglese (Liverpool, n. 1939)
- John Privitera, ex calciatore maltese (n. 1940)
- John Pulskamp, calciatore statunitense (Bakersfield, n. 2001)

## R(17)
- Baggio Rakotonomenjanahary, calciatore malgascio (Antananarivo, n. 1991)
- John Mario Ramírez, calciatore colombiano (Bogotà, n. 1970 - Tunja, † 2021)
- Jack Rawlings, calciatore inglese (Hackney, n. 1923 - † 2016)
- Duggie Reid, calciatore scozzese (West Kilbride, n. 1917 - Fareham, † 2002)
- John Restrepo, ex calciatore colombiano (Medellín, n. 1977)
- John Richards, ex calciatore inglese (Warrington, n. 1950)
- John Ritchie, calciatore inglese (Kettering, n. 1941 - † 2007)
- John Robert Roberts, calciatore e allenatore di calcio inglese (Seaforth, n. 1883 - Surrey, † 1925)
- John Griffith Roberts, calciatore gallese (Abercynon, n. 1946 - † 2016)
- John Robertson, ex calciatore e allenatore di calcio scozzese (Glasgow, n. 1953)
- Jackie Robinson, calciatore inglese (Shiremoor, n. 1917 - Shiremoor, † 1972)
- John Robinson, ex calciatore gallese (Bulawayo, n. 1971)
- John Paul Rodrigues, ex calciatore statunitense (Tampa, n. 1983)
- John Rowlands, calciatore inglese (Liverpool, n. 1947 - Holyhead, † 2020)
- John Ruddy, calciatore inglese (St Ives, n. 1986)
- John Jairo Ruiz, calciatore costaricano (Puntarenas, n. 1994)
- John Ryan, calciatore scozzese (Berwick-upon-Tweed, n. 1930 - Swindon, † 2008)

## S(33)
- John Jensen, ex calciatore danese (Randers, n. 1977)
- John Kitolano, calciatore norvegese (Uvira, n. 1999)
- John Salas, calciatore cileno (n. 1996)
- John Sands, calciatore inglese (Nottingham, n. 1859 - † 1924)
- John Scales, ex calciatore inglese (Harrogate, n. 1966)
- Johnny Schofield, calciatore inglese (Atherstone, n. 1931 - Atherstone, † 2006)
- Jackie Scott, calciatore nordirlandese (Belfast, n. 1933 - Stretford, † 1978)
- John Seasman, ex calciatore inglese (Liverpool, n. 1955)
- David Seger, calciatore svedese (n. 1999)
- John Sewell, calciatore e allenatore di calcio inglese (Londra, n. 1936 - † 2021)
- John Charles Shaw, calciatore inglese (Penistone, n. 1830 - Birmingham, † 1918)
- Jack Silcock, calciatore inglese (Wigan, n. 1898 - † 1966)
- John Sillett, calciatore e allenatore di calcio inglese (Southampton, n. 1936 - Coventry, † 2021)
- Jock Simpson, calciatore inglese (Pendleton, n. 1885 - Falkirk, † 1959)
- John Simpson, calciatore inglese (Hedon, n. 1918 - Market Weighton, † 2000)
- John Sissons, ex calciatore inglese (Hayes, n. 1945)
- John Arvid Skistad, ex calciatore norvegese (Oslo, n. 1968)
- John Sleeuwenhoek, calciatore inglese (Streatham, n. 1944 - Birmingham, † 1989)
- John Smith, calciatore, rugbista a 15 e medico britannico (Mauchline, n. 1855 - Kirkcaldy, † 1937)
- John Soko, calciatore zambiano (Lusaka, n. 1968 - Oceano Atlantico, † 1993)
- John Southworth, calciatore inglese (Blackburn, n. 1866 - Liverpool, † 1956)
- John Souttar, calciatore scozzese (Aberdeen, n. 1996)
- John Souza, calciatore statunitense (Fall River, n. 1920 - Dover, † 2012)
- John Steen Olsen, ex calciatore danese (Copenaghen, n. 1943)
- Jock Stein, calciatore e allenatore di calcio scozzese (Hamilton, n. 1922 - Cardiff, † 1985)
- John Stirk, ex calciatore inglese (Consett, n. 1955)
- John Stollmeyer, ex calciatore statunitense (Pittsburgh, n. 1962)
- John Stones, calciatore inglese (Barnsley, n. 1994)
- Adam Straith, ex calciatore canadese (Surrey, n. 1990)
- John Stremlau, ex calciatore statunitense (Saint Louis, n. 1953)
- Johnny Summers, calciatore inglese (Londra, n. 1927 - † 1962)
- John Sutcliffe, calciatore inglese (Hyde, n. 1913 - Lambeth, † 1980)
- John Swift, calciatore inglese (Portsmouth, n. 1995)

## T(10)
- John Talbut, calciatore inglese (Headington, n. 1940 - † 2020)
- John Thomson, calciatore scozzese (Kirkcaldy, n. 1909 - Glasgow, † 1931)
- Jock Thomson, calciatore e allenatore di calcio scozzese (Thornton, n. 1906 - Carnoustie, † 1979)
- John Tolkin, calciatore statunitense (Chatham Borough, n. 2002)
- John Torstensson, calciatore svedese (Malmö, n. 1896 - Malmö, † 1972)
- John Toshack, ex calciatore e allenatore di calcio gallese (Cardiff, n. 1949)
- John Trollope, ex calciatore e allenatore di calcio inglese (Wroughton, n. 1943)
- John Tréllez, ex calciatore colombiano (Turbo, n. 1968)
- John Tshibumbu, ex calciatore congolese (Repubblica Democratica del Congo) (Kinshasa, n. 1989)
- John Tudor, calciatore inglese (Ilkeston, n. 1946 - Minnetonka, † 2025)

## U(3)
- John Ogu, calciatore nigeriano (Lagos, n. 1988)
- Ian Ure, ex calciatore e allenatore di calcio scozzese (Ayr, n. 1939)
- John Utaka, ex calciatore nigeriano (Enugu, n. 1982)

## V(4)
- John Valencia, ex calciatore colombiano (Medellín, n. 1982)
- John Veldman, ex calciatore olandese (Paramaribo, n. 1968)
- John Verhoek, ex calciatore olandese (Leidschendam, n. 1989)
- John van Rijswijck, ex calciatore lussemburghese (n. 1962)

## W(12)
- Will John, ex calciatore statunitense (Overland Park, n. 1985)
- Dennis Wann, ex calciatore inglese (Blackpool, n. 1950)
- John Ward, ex calciatore e allenatore di calcio inglese (Lincoln, n. 1951)
- John Wark, ex calciatore britannico (Glasgow, n. 1957)
- John Webb, ex calciatore inglese (Liverpool, n. 1952)
- John Welsh, ex calciatore inglese (Liverpool, n. 1984)
- John Anderson White, calciatore scozzese (Musselburgh, n. 1937 - Crews Hill, † 1964)
- John Williams, ex calciatore inglese (Birmingham, n. 1968)
- John Worbye, calciatore danese (Frederiksberg, n. 1941 - † 1996)
- John Wrathall, calciatore e tennista neozelandese (Londra)
- Doug Wright, calciatore inglese (Rochford, n. 1917 - Bedlington, † 1992)
- John Wylie, calciatore inglese (Shrewsbury, n. 1854 - † 1924)

## Y(3)
- John Yates, calciatore inglese (Blackburn, n. 1861 - † 1917)
- John Yeboah, calciatore ecuadoriano (Amburgo, n. 2000)
- John Young, ex calciatore e allenatore di calcio scozzese (Scozia, n. 1935)

## Å(1)
- Martin Åslund, ex calciatore svedese (Stoccolma, n. 1976)